# 竜ヶ岳 (山梨県)
竜ヶ岳（りゅうがだけ）は、山梨県南巨摩郡身延町、南都留郡富士河口湖町 と静岡県富士宮市にまたがる天子山地の最北端に位置する標高1,485 mの山。本栖湖の南岸に接し、山域は富士箱根伊豆国立公園の特別地域の指定を受けている。

## 概要
朝霧高原の北西に位置し、一帯では霧が発生することが多く湿度が高い。山の上部は笹原に覆われている。龍神にまつわる伝説がある。富士山が噴火した際に、本栖湖に潜んでいた竜が流れ出た溶岩の熱さのために逃げ出し、小富士に登って竜ヶ岳と呼ばれるようになったと伝えられている。信仰の対象の山で、山麓の六斎念仏講の住民により、念仏行法の登頂が行われている。山頂の東中腹に石仏が祀られている。山梨県側の北側の山域は山梨県により「本栖の森」として、遊歩道が整備されている。本栖湖畔山麓の山梨県有林では。広葉樹林の自然林が残されている。西側の山域の雨ヶ岳の北山腹には川尻金山跡があり、第二次世界大戦の数年後まで採掘が行われていた。

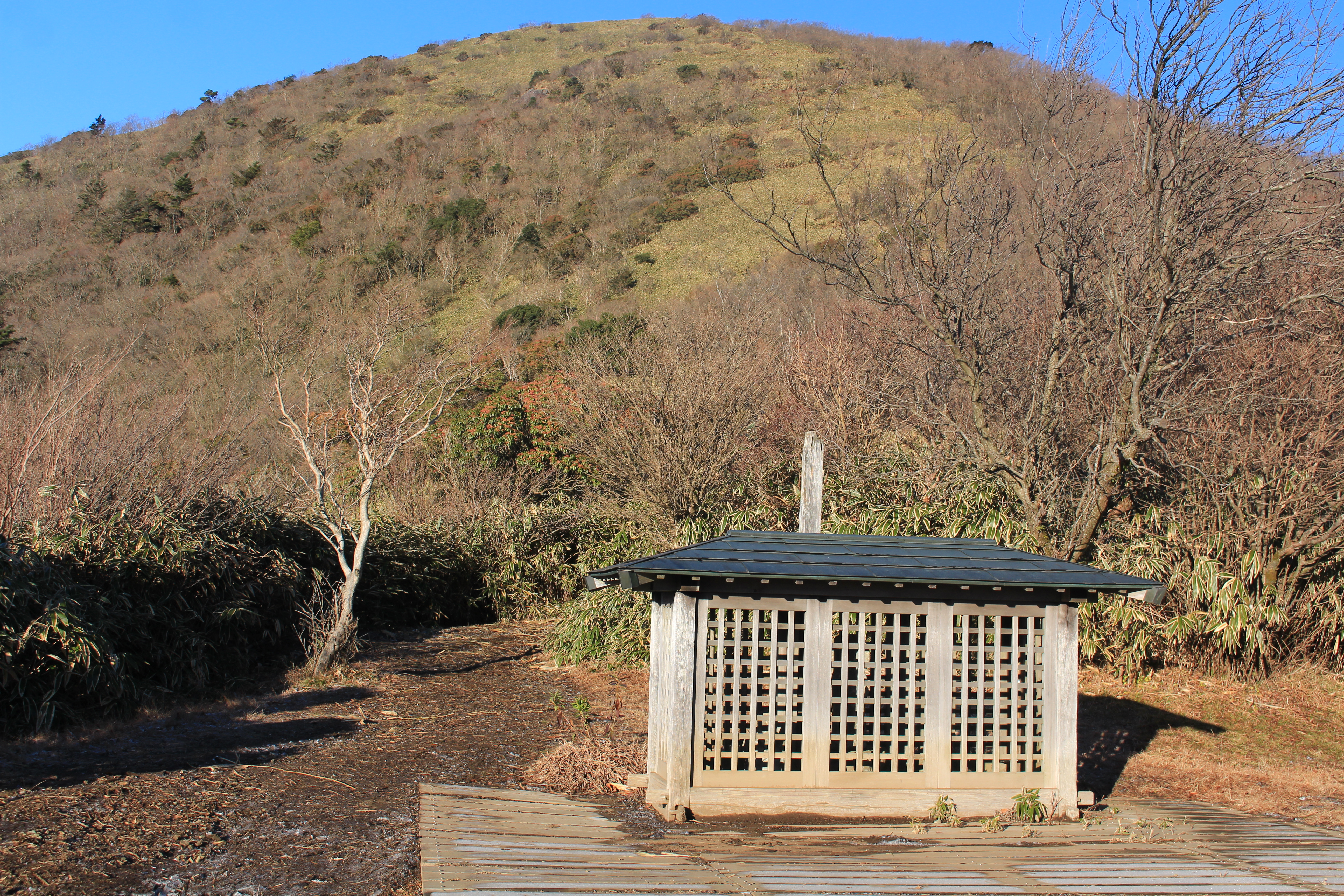
山上に祀られている石仏の祠

## 登山

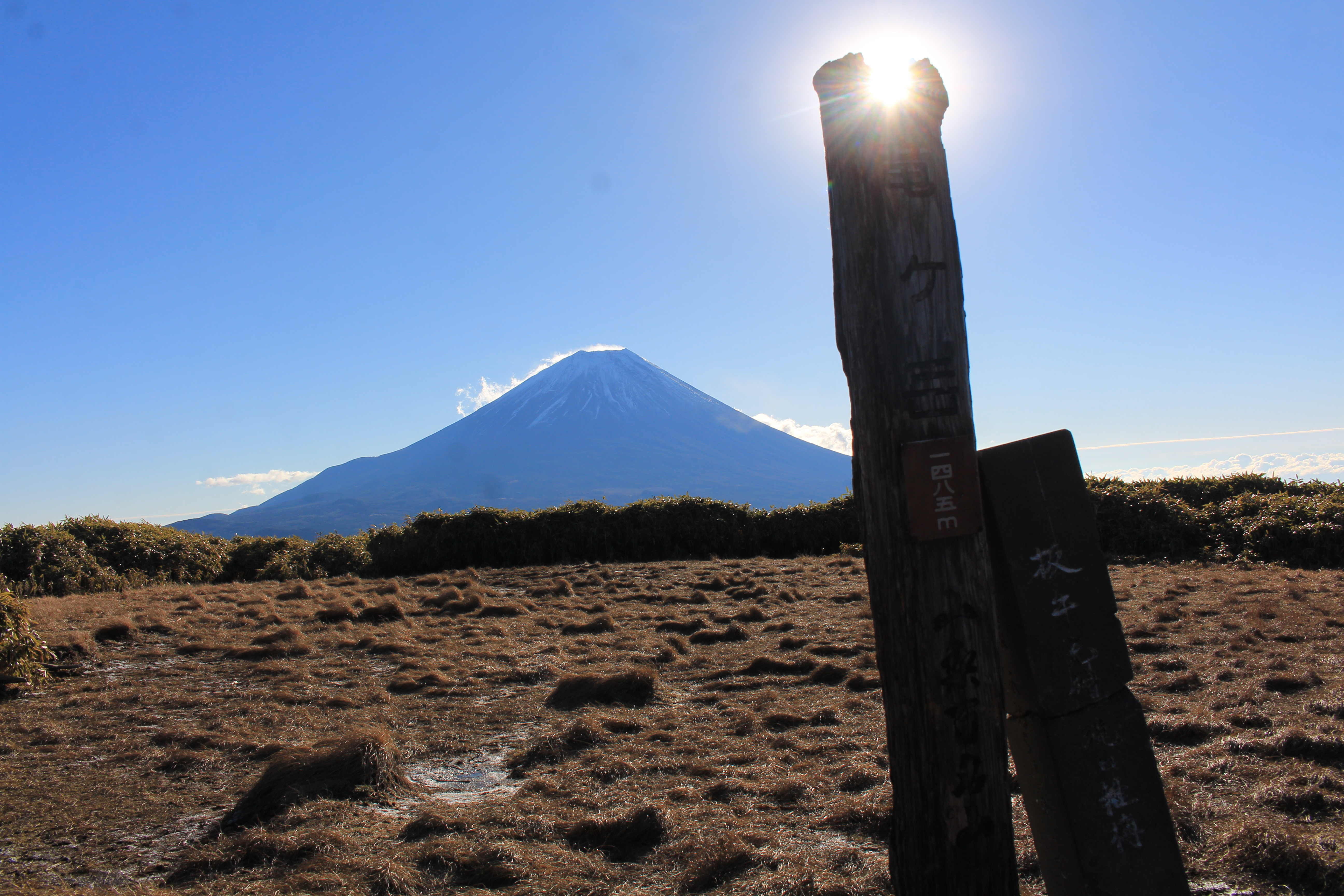
山頂からは富士山が望める

ダイヤモンド富士が展望できる山として知られていて、登山やハイキングの対象となる山である。山梨県により山梨百名山の一つに選定されている。かつては山頂部が深い笹に覆われていて登頂が困難であったが、2000年に笹原が切り開かれ登山道が整備された。山頂はなだらかな広場となっていて、テーブルとベンチが設置されている。富士山の眺めが良く、南アルプスや八ヶ岳方面の展望できる。2009年6月に登山家の田部井淳子が訪問していた。積雪したり、霜が張ることがある。以下のルートが開設されている。代表的な本栖湖キャンプ場からのコース（無雪期・天候良好時）は、山梨県により技術的難易度が「ランクA/(A-E)」（低い-中程度）、体力度が「2/1-10」（低程度、日帰りが可能）とされていて、途中に石仏を祀った祠と展望台となるあずまやが設置されている。南域の一部コースは東海自然歩道を兼ねている。他に南側の毛無山や雨ヶ岳から端足峠を経て天子山地を縦走するコースもある。北東山腹には本栖の森周遊歩道が整備されている。登山道脇では秋にアキノキリンソウやリンドウなどの花が見られる。

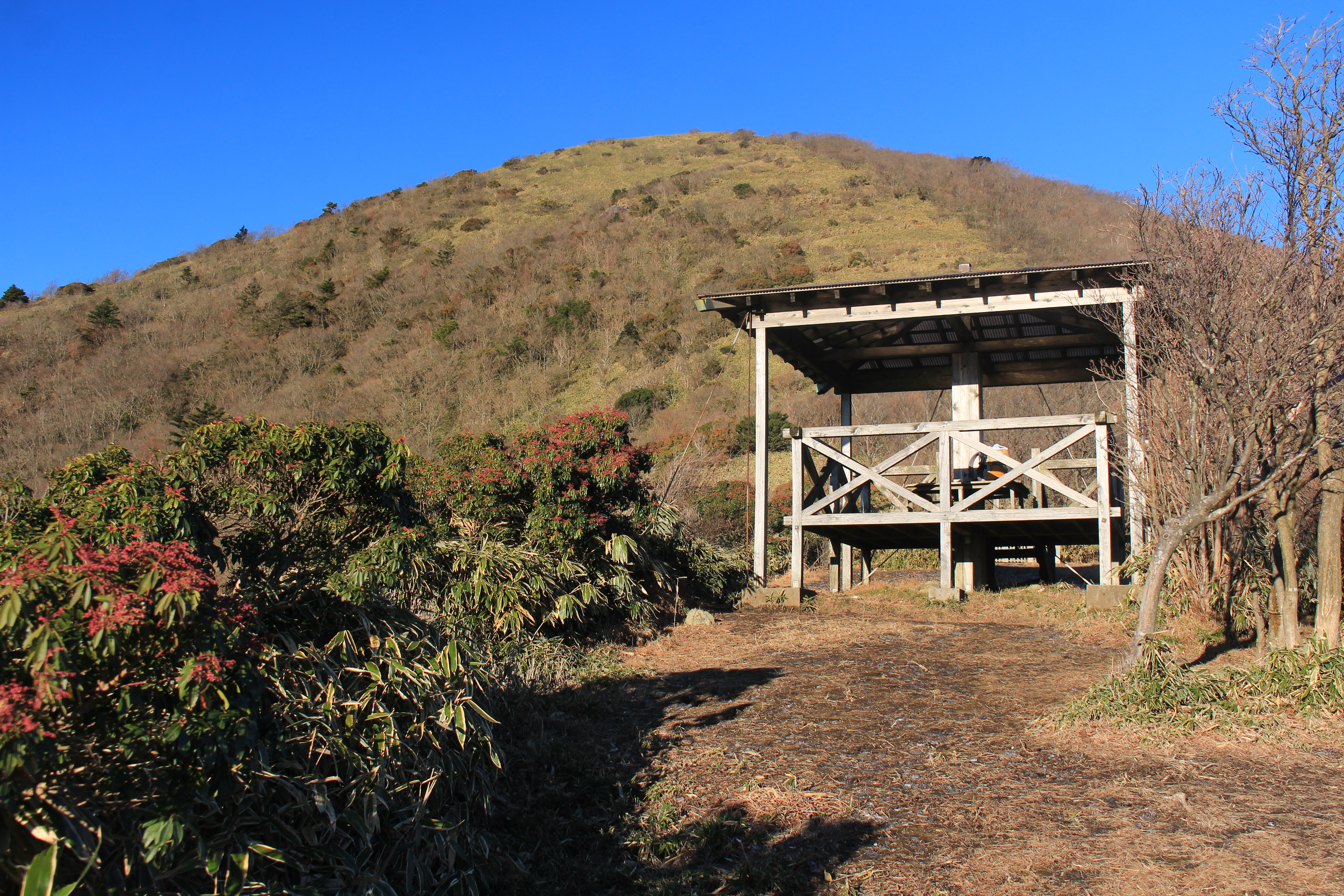
本栖湖キャンプ場からのコースの石仏の脇にある展望台

本栖湖キャンプ場からのコース
本栖湖キャンプ場 - 登山口 - 石仏・展望台 - 本栖湖湖畔からのコースとの合流点 - 竜ヶ岳
本栖湖湖畔からのコース
本栖湖畔登山口 - ベンチ - 本栖湖キャンプ場からのコースとの合流点 - 竜ヶ岳
端足峠入口からのコース
本栖キャンプ場 - 端足峠入口（本栖湖畔） - 端足峠 - 竜ヶ岳
割石峠からのコース
割石峠（国道139号の山梨県と静岡県との県境） - 東海自然歩道 - 端足峠 - 竜ヶ岳
根原バス停からのコース
根原バス停（富士急山梨バス、国道139号沿い） - A沢貯水池 - 東海自然歩道 - 端足峠 - 竜ヶ岳

## 地理
山頂部は身延町と富士河口湖町にまたがり、南山腹の一部が富士宮市に属する。天子山地の最北端に位置し、西南西にある雨ヶ岳との間に鞍部に端足峠（はしたどうげ）がある。東側の山麓は富士山北西面の裾野に繋がっていて、山頂の東3 kmに割石峠（山梨県と静岡県との境界） がある。山域の北東側には広大な青木ヶ原が広がる。

### 周辺の山
| 山容                                                                                         | 山名     | 標高(m)  | 三角点等級 基準点名 | 竜ヶ岳からの 方角と距離(km) | 備考                    |
| -------------------------------------------------------------------------------------------- | -------- | -------- | ------------------- | --------------------------- | ----------------------- |
| 竜ヶ岳から望む御坂山地の蛾ヶ岳、右奥に山頂部に雲がかかった八ヶ岳（2015年12月5日）            | 蛾ヶ岳   | 1,278.99 | 三等 「岩根」       | 北北西 9.1                  | 山梨百名山              |
| 足和田山から望む烏帽子岳その右側にパノラマ台、手前に青木ヶ原、左側に本栖湖（2014年12月13日） | 烏帽子岳 | 1,257.31 | 三等 「烏帽子ケ岳」 | 北北東 3.8                  |                         |
| 富士山麓の山梨県富士河口湖町富士ヶ嶺から望む竜ヶ岳（2015年12月17日）                         | 竜ヶ岳   | 1,485    |                     | 0                           | 山梨百名山              |
| 竜ヶ岳から望む雨ヶ岳（2015年12月5日）                                                        | 雨ヶ岳   | 1,771.55 | 三等 「雨ケ岳」     | 西南西 2.7                  | 山梨百名山              |
| 足和田山の紅葉台から望む毛無山、雨ヶ岳、竜ヶ岳、手前に青木ヶ原（2014年12月13日）             | 毛無山   | 1,964    |                     | 南西 5.0                    | 日本二百名山            |
| 竜ヶ岳から望む日の出（ダイヤモンド富士）直前の雪を抱いた富士山（2015年12月5日）              | 富士山   | 3776.12  | 二等 「富士山」     | 南東 16.0                   | 日本の最高峰 日本百名山 |

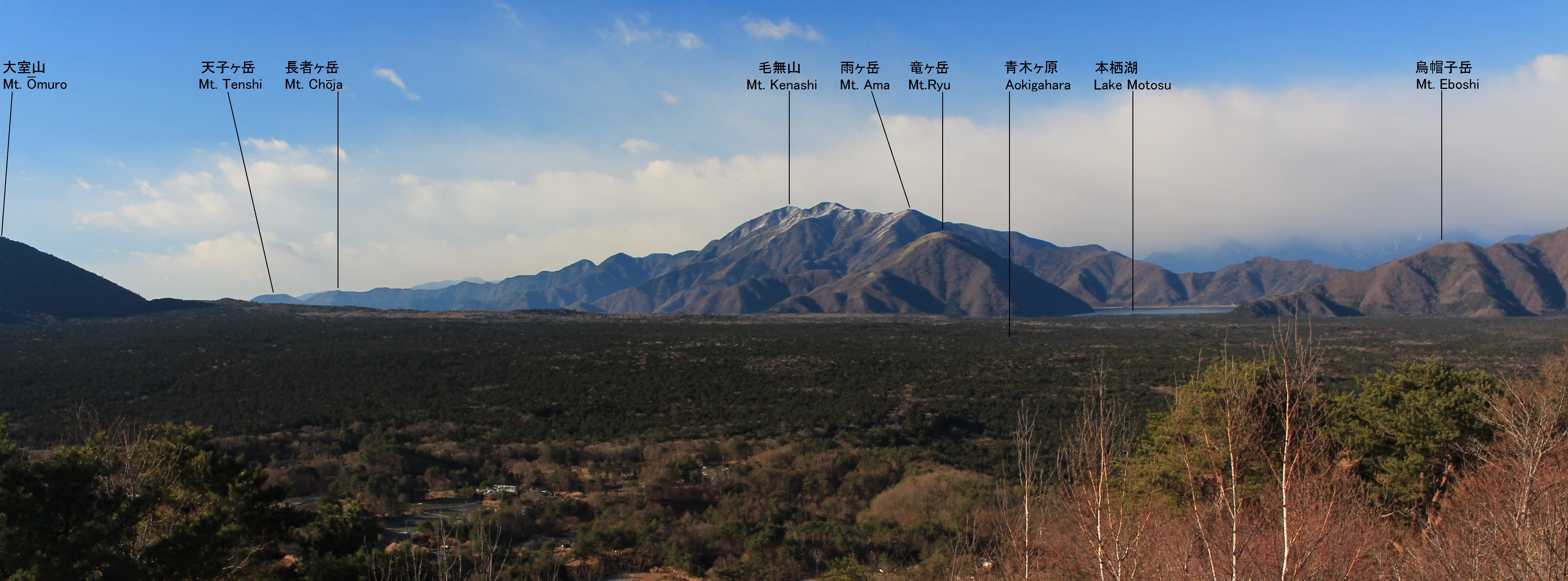
足和田山の紅葉台から望む天子山地（左から天子ヶ岳、長者ヶ岳、毛無山、雨ヶ岳、竜ヶ岳）、本栖湖と御坂山地の烏帽子岳、手前に青木ヶ原、左端に大室山（富士山の側火山）

### 源流の河川

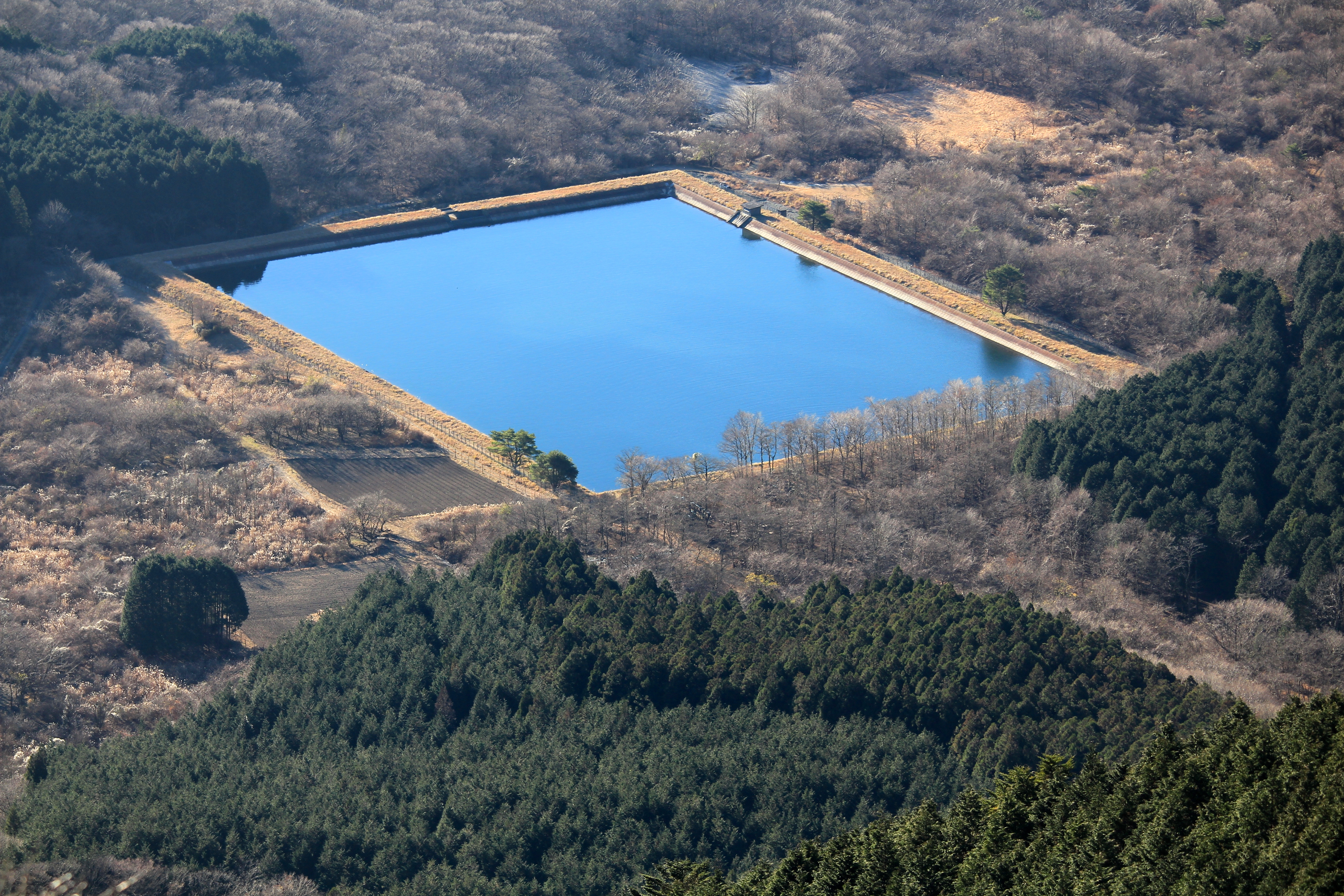
南山麓にあるA沢貯水池、周囲に東海自然歩道が通る

北山麓は本栖湖畔となり、涸れ沢が流れる。芝川（富士川水系）の支流の源流となる山で太平洋側の駿河湾へ流れる。山頂の南1.7 kmにA沢貯水池がある。山頂の東南東1.8 kmに竜神池がある。

### 交通・アクセス
東山麓に国道139号が通り、北山腹の本栖湖畔に山梨県道709号本栖湖畔線が通る。南山腹と東山麓に東海自然歩道が通る。南東山腹に竜ヶ岳林道が敷設されている。
- 富士急バス路線バス（西湖民宿・本栖湖・下部温泉郷・新富士駅方面）の「本栖湖」バス停の南西3 kmに位置する[3]。
- 東海旅客鉄道（JR東海）身延線甲斐常葉駅の東10 kmに位置し[1][2]、富士急行富士山駅の西南西18 kmに位置する[1]。
- 中央自動車道の甲府南インターチェンジの南17 km、中央自動車道富士吉田線の河口湖インターチェンジの西南西18 km、新東名高速道路の新富士インターチェンジの北北西28 kmに位置する[1]。

### 周辺の主な施設
山麓や周辺の主な施設を以下に示す。
- 本栖湖青少年スポーツセンター
- 本栖湖キャンプ場
- 本栖湖リゾート

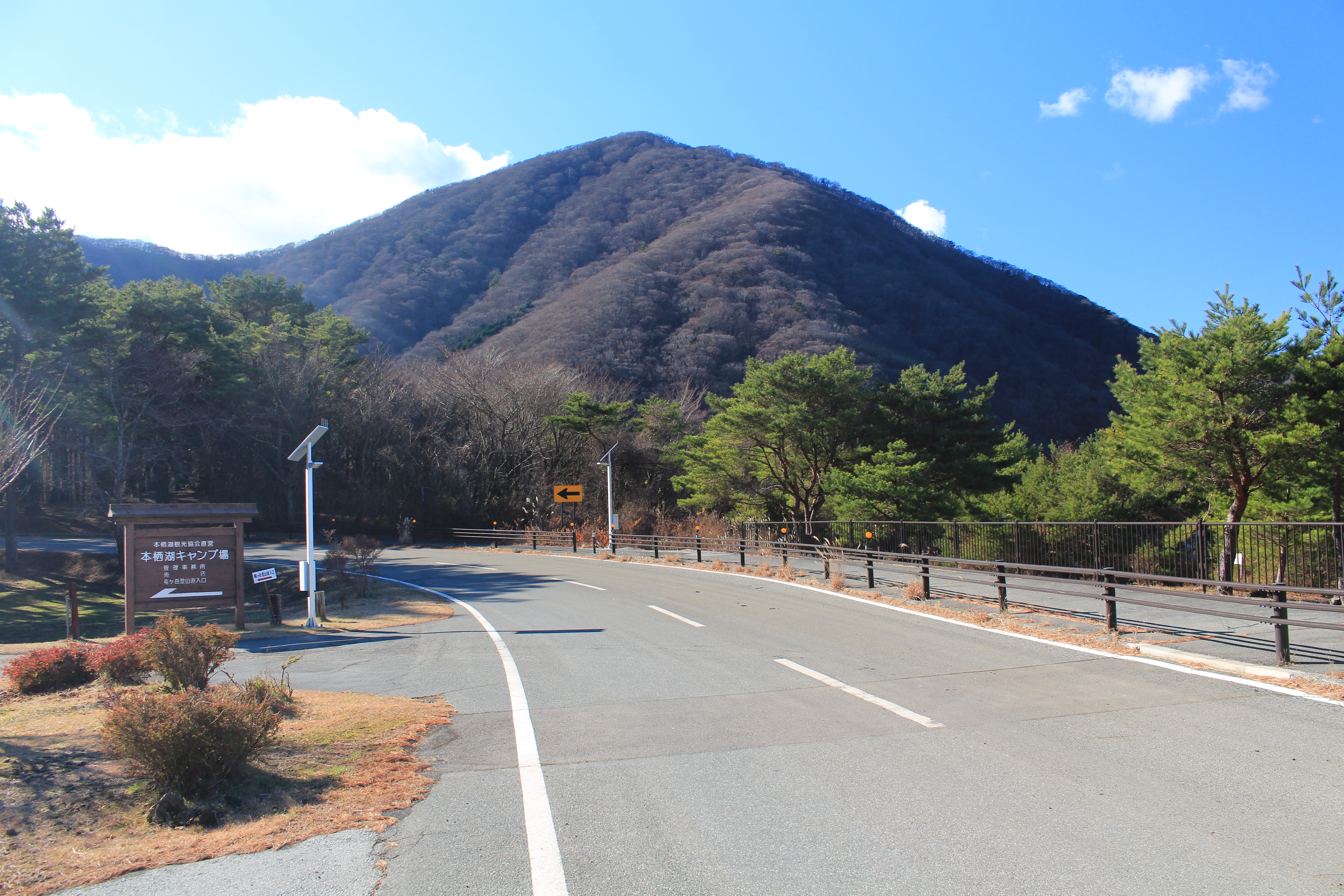
北東山麓の山梨県道709号本栖湖畔線の本栖湖キャンプ場入口から望む竜ヶ岳

- 旧富士宮市立井之頭小学校根原分校（2002年3月に休校）
- 道の駅朝霧高原

## 竜ヶ岳の風景と眺望

### 竜ヶ岳の風景

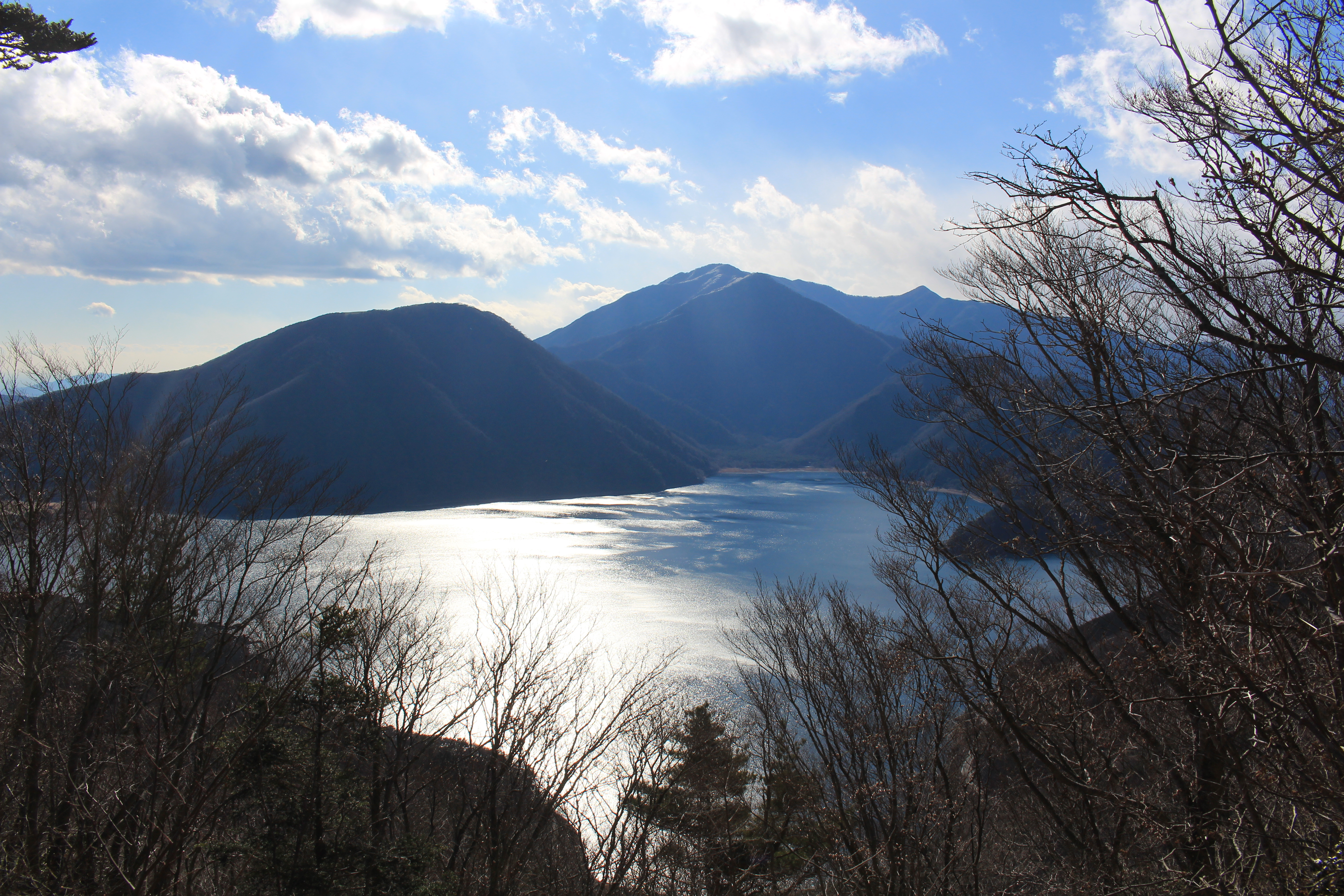
北側の御坂山地のパノラマ台から望む本栖湖、左中央に竜ヶ岳その右奥に雨ヶ岳と毛無山
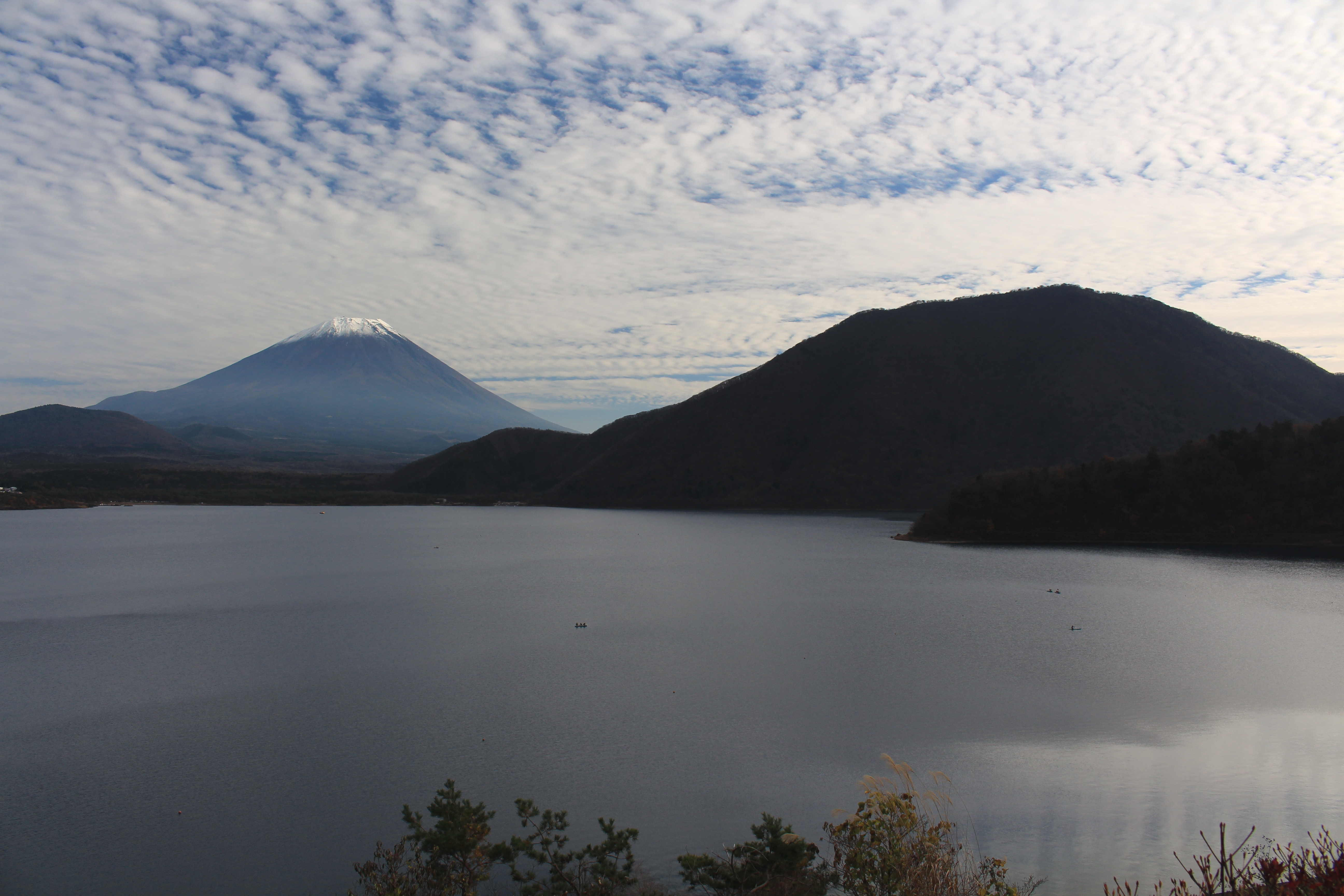
本栖湖畔から望む富士山と竜ヶ岳
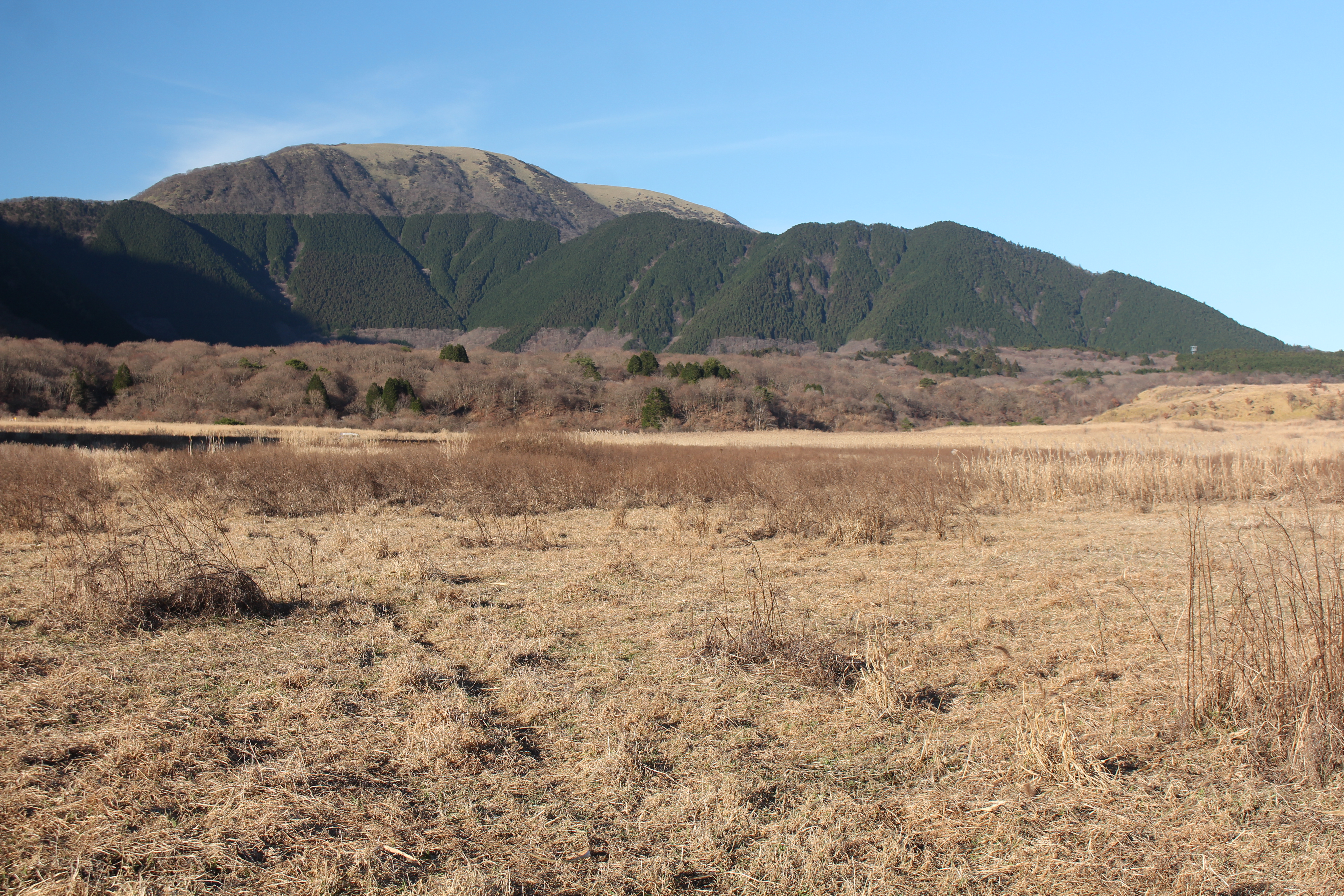
南東山麓の東海自然歩道から望む竜ヶ岳

### 竜ヶ岳からの眺望
竜ヶ岳中腹展望台と竜ヶ岳山頂からの風景が富士山がある風景100選の一つに選定されている。12月3日頃-1月9日頃に、竜ヶ岳展望台からダイヤモンド富士（富士山頂部からの日の出）を望むことができる。山頂部からは富士山、八ヶ岳、朝霧高原、御坂山地、赤石山脈（南アルプス）、箱根山と駿河湾などを望むことができる。 ウィキメディア・コモンズには、竜ヶ岳から眺望に関するカテゴリがあります。

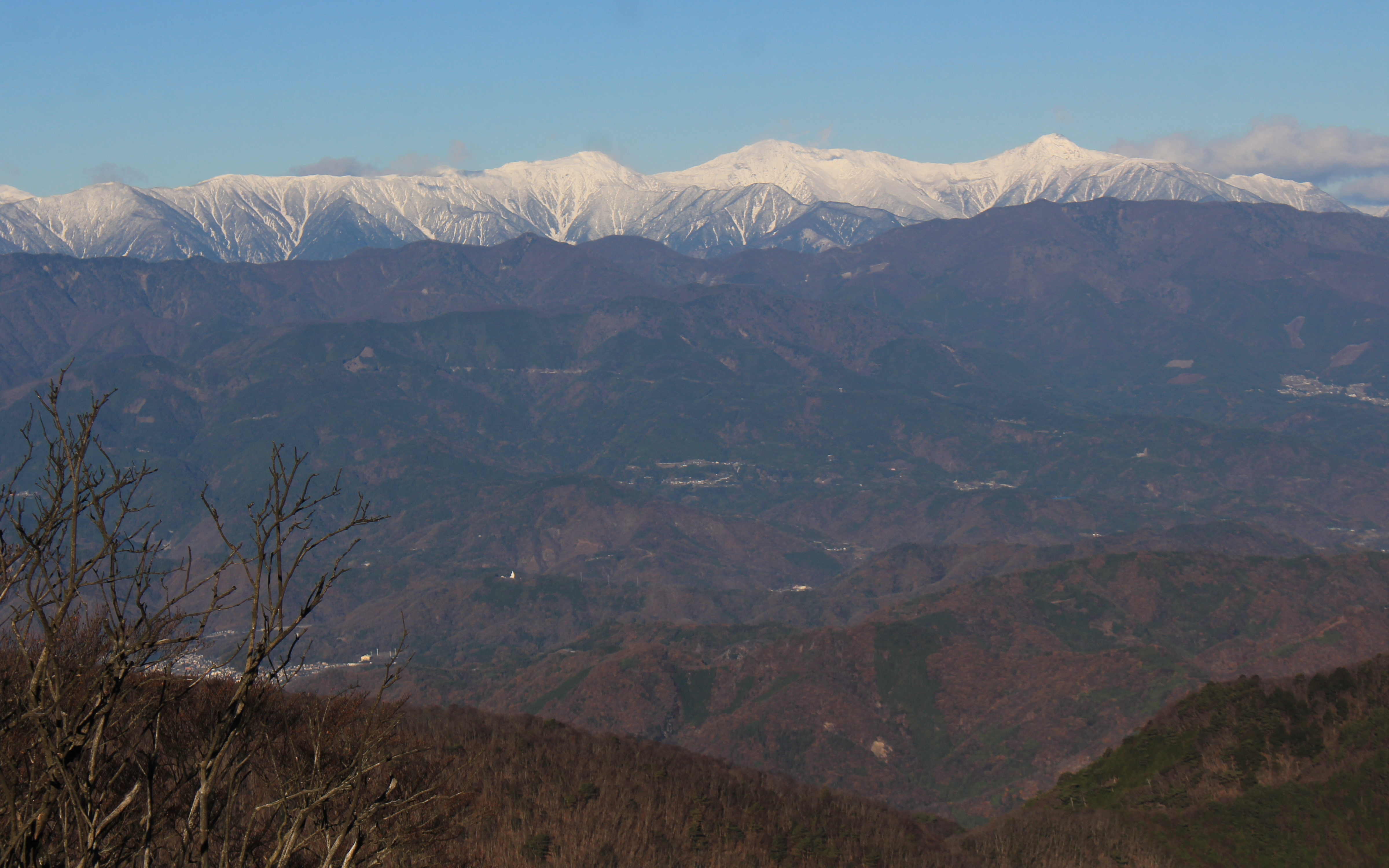
赤石山脈（南アルプス）の白峰三山（左から農鳥岳、間ノ岳、北岳）、手前右に櫛形山)
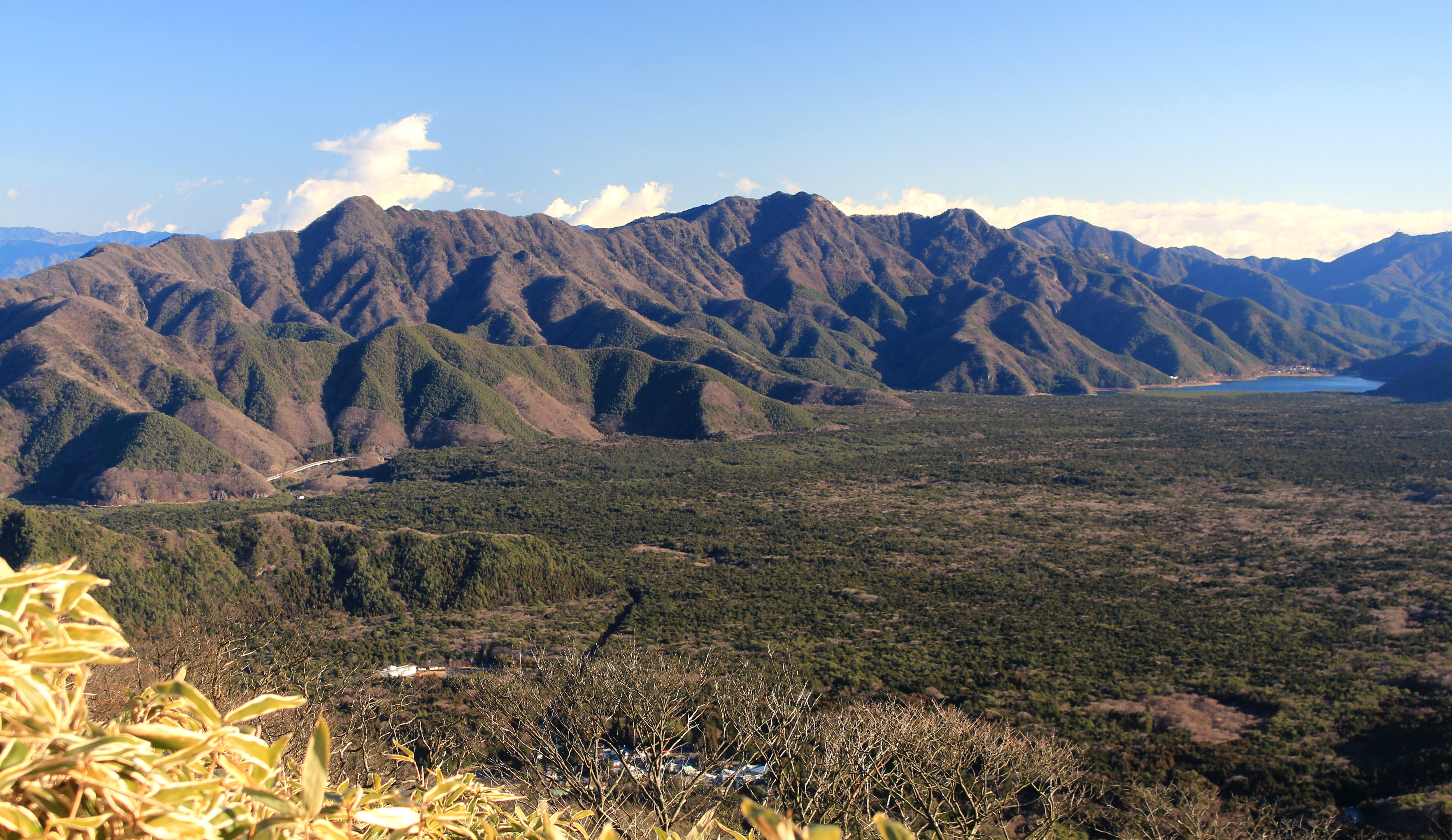
青木ヶ原、西湖と遠景の御坂山地
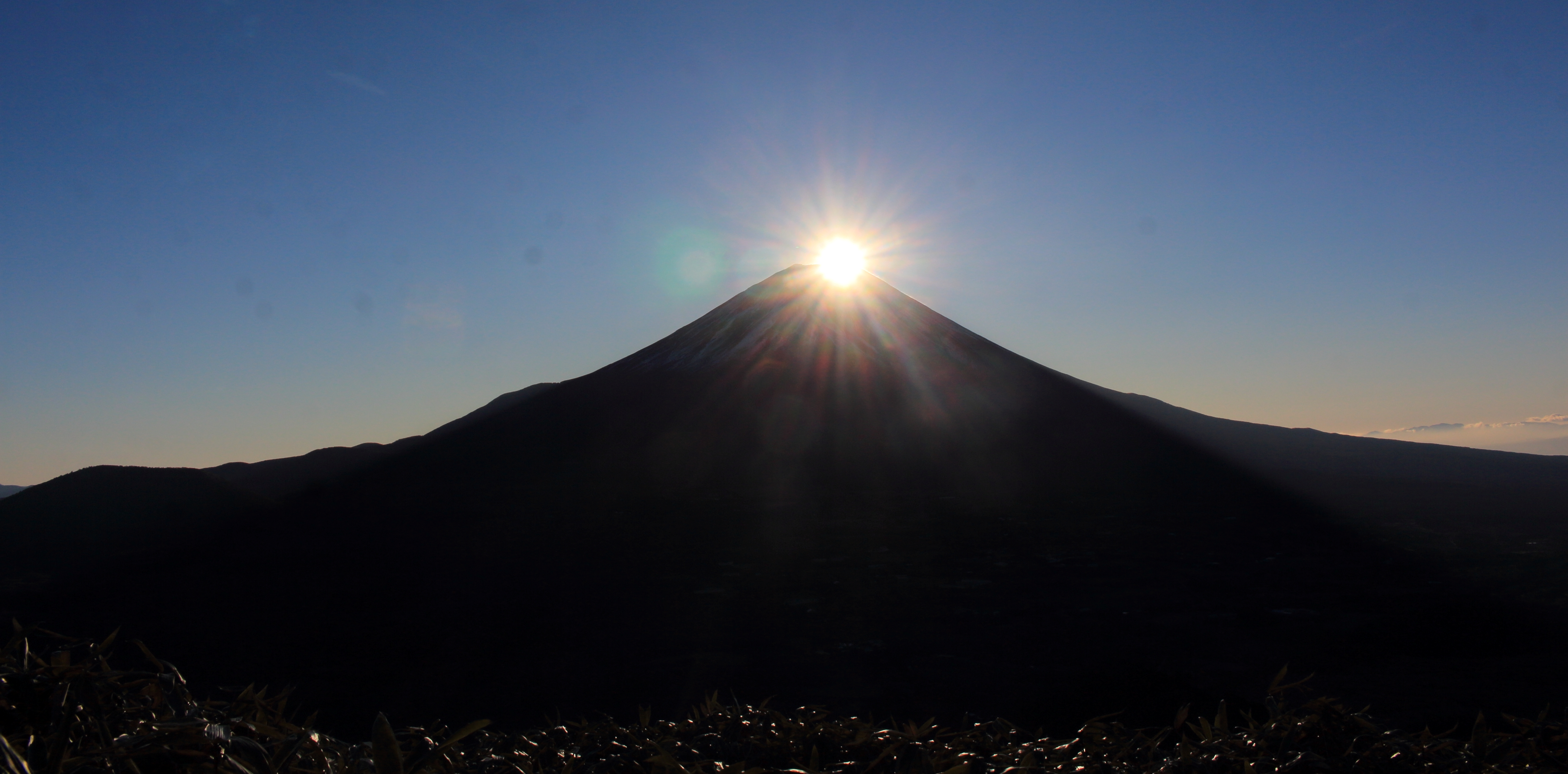
山頂から望むダイヤモンド富士